# Seleção Uruguaia de Futebol Feminino
A Seleção Uruguaia de Futebol Feminino representa o Uruguai nas competições internacionais de futebol feminino.

## História
É controlada pela Asociación Uruguaya de Fútbol. As uruguaias ainda não disputaram a Copa do Mundo de Futebol Feminino. Participou da Copa América Feminina sete vezes, onde alcançou o terceiro lugar em 2006. Nos Jogos Pan-Americanos, participou pela primeira vez em 2007 ficando em 9º lugar.

## Desempenho nas Copas do Mundo
- 1991 - Não disputou
- 1995 - Não disputou
- 1999 - Não se classificou
- 2003 - Não se classificou
- 2007 - Não se classificou
- 2011 - Não se classificou
- 2015 - Não se classificou
- 2019 - Não se classificou
- 2019 - Não se classificou
- 2023 - Não se classificou

## Desempenho nos Jogos Pan-Americanos
- 2007 - 9º lugar

## Desempenho na Copa América Feminina
- De 1991 a 1995 - Não disputou
- 1998 - Primeira fase
- 2003 - Primeira fase
- 2006 - 3º lugar
- 2010 - Primeira fase
- 2014 - Primeira fase
- 2018 - Primeira fase
- 2022 - Primeira fase
- 2025 - 4º lugar